# ۲ فوریه
۲ فوریه سی و سومین روز سال در گاه‌شماری میلادی است. ۳۳۲ روز (در سال‌های کبیسه ۳۳۳ روز) تا پایان سال باقی‌است.

## رویدادها
- ۹۶۲ - ژان دوازدهم اتوی یکم را امپراتور مقدس روم می‌کند.
- ۱۰۳۲ - کنراد دوم پادشاه بورگوین می‌شود.
- ۱۵۳۶ - پدرو د مندوزا اسپانیایی بوئنوس آیرس، آرژانتین را کشف می‌کند.
- ۱۶۵۳ - نیو آمستردام(بعدها نیویورک) پایه‌گذاری شد.
- ۱۸۴۸ - تب طلا در کالیفرنیا: اولین کشتی مهاجران چینی به سان فرانسیسکو می‌رسد.
- ۱۸۶۰ - دریاچه ویکتوریا در آفریقای شرقی توسط اسپک جهان‌گرد انگلیسی کشف شد.
- ۱۸۹۹ - طی نشستی در ملبورن، استرالیا، پایتخت استرالیا به کانبرا، شهری میان سیدنی و ملبورن منتقل شد.
- ۱۹۰۱ - مراسم خاک سپاری ملکه ویکتوریا.
- ۱۹۱۳ - ترمینال گراند سنترال در نیویورک، آمریکا گشوده شد.
- ۱۹۲۰ - فرانسه کلایپدا را اشغال می‌کند.
- ۱۹۲۲ - کتاب اولیس اثری از جیمز جویس منتشر می‌شود.
- ۱۹۴۳ - نبرد استالینگراد با شکست آلمان و پیروزی شوروی پایان یافت.
- ۱۹۷۱ - معاهده بین‌المللی رامسر به منظور حفاظت و بهره‌برداری سازگار با محیط زیست از تالاب‌ها در رامسر، ایران امضا می‌شود.
- ۱۹۷۴ - هواپیمای اف-۱۶ فایتینگ فالکن برای اولین بار به پرواز درمی‌آید.
- ۱۹۸۲ - کشتار حما: حکومت سوریه به شهر حما حمله می‌کند.
- ۱۹۸۹ - جنگ شوروی در افغانستان: آخرین گردان زره‌ای شوروی افغانستان را ترک می‌کنند.

## زادروزها
- ۱۴۸۷ - یانوش یکم، پادشاه مجارستان (م. ۱۵۴۰)
- ۱۵۳۶ - تویوتومی هیده‌یوشی، (م. ۱۵۹۸)
- ۱۶۴۹ - بندیکت سیزدهم، (م. ۱۷۳۰)
- ۱۶۵۰ - نل گوئین، (م. ۱۶۸۷)
- ۱۷۵۴ - شارل-موریس دو تالیران-پریگور، (م. ۱۸۳۸)
- ۱۷۵۵ - یوریا تریسی، (م. ۱۸۰۷)
- ۱۸۱۲ - یون هربینکا، (م. ۱۸۴۸)
- ۱۸۴۳ - نات نلسون، (م. ۱۹۲۳)
- ۱۸۷۳ - کنستانتین فون نویرات (م. ۱۹۵۶)
- ۱۸۷۵ - فریتز کرایسلر (م. ۱۹۶۲)
- ۱۸۸۱ - کارل فردریک (م. ۱۹۶۳)
- ۱۸۸۲ - جیمز جویس (م. ۱۹۴۱)
- ۱۸۹۳ - دیک پیم (م. ۱۹۸۸)
- ۱۸۹۴ - هندریک آنتونی کارمرز (م. ۱۹۵۲)
- ۱۸۹۵ - فریدریش یکلن (م. ۱۹۴۶)
- ۱۸۹۸ - هری استورر (م. ۱۹۶۷)
- ۱۹۰۱ - یاشا هایفتز (م. ۱۹۸۷)
- ۱۹۰۲ - جوزپ سامیتیر (م. ۱۹۷۲)
- ۱۹۰۳ - بارتل لیندرت وان در واردن (م. ۱۹۹۶)
- ۱۹۰۵ - آین رند (م. ۱۹۸۲)
- ۱۹۲۰ - جرج هاردویک (م. ۲۰۰۴)
- ۱۹۲۶ - والری ژیسکار دستن (م. ۲۰۲۰)
- ۱۹۲۷ - استن گتز (م. ۱۹۹۱)
- ۱۹۲۹ - جان هنری هلند
- ۱۹۳۳ - برونو جارزنا
- ۱۹۳۸ - سرجیو اورتگا (م. ۲۰۰۳)
- ۱۹۳۹ - جکی باروس (م. ۲۰۱۰)
- ۱۹۳۹ - دیل تی. مورتنسن
- ۱۹۴۶ - ایسایاس آفورکی
- ۱۹۴۶ - جانگ سونگ تائک (م. ۲۰۱۳)
- ۱۹۴۷ - فارا فاست (م. ۲۰۰۹)
- ۱۹۴۸ - دیو کلمنت (م. ۱۹۸۲)
- ۱۹۴۸ - سامی عنان
- ۱۹۴۹ - مارک گارنو
- ۱۹۵۲ - پارگ گون‌های
- ۱۹۵۲ - جان کورنین
- ۱۹۵۲ - راینهارد هفنر
- ۱۹۵۶ - هارون یحیی
- ۱۹۶۰ - براین ماروود
- ۱۹۶۲ - فیلیپ کلودل
- ۱۹۶۳ - ادو مارانگون
- ۱۹۶۳ - مارتین هاسپلمث
- ۱۹۶۹ - دانا اینترنشنال
- ۱۹۷۳ - الکساندر تامرت
- ۱۹۷۴ - سرجیو وولپی
- ۱۹۷۶ - جیمز هیکمن
- ۱۹۷۷ - شکیرا
- ۱۹۸۰ - ادواردو فرانسیسکو دی سیلوا نیتو
- ۱۹۸۰ - نینا زی‌لی
- ۱۹۸۱ - ادواردو روبرتو دوس سانتوس
- ۱۹۸۱ - امره آیدین
- ۱۹۸۲ - فیلیپو ماگنینی
- ۱۹۸۳ - آناستازیا داویدووا
- ۱۹۸۳ - برونو مینیرو
- ۱۹۸۵ - سیلوستره وارلا
- ۱۹۸۵ - ملودی گاردو
- ۱۹۸۶ - جما آرترتون
- ۱۹۸۷ - جرارد پیکه، بازیکن فوتبال اسپانیا
- ۱۹۸۹ - ایوان پریشیچ
- ۱۹۹۱ - مگان رومانو
- ۱۹۹۳ – دویس اپسای، بازیکن فوتبال اهل فرانسه
- ۱۹۹۳ - راول موریسون

## مرگ‌ها
- ۱۴۴۸ - ابن حجر عسقلانی (ت. ۱۳۷۲)
- ۱۷۶۹ - کلمنت سیزدهم (ت. ۱۶۹۳)
- ۱۸۲۶ - ژان آنتلم بریا ساوارن (ت. ۱۷۵۵)
- ۱۸۷۲ - پتروس دوریان (ت. ۱۸۵۱)
- ۱۹۰۵ - پل سوترمایستر (ت. ۱۸۶۴)
- ۱۹۰۷ - دمیتری مندلیف (ت. ۱۸۳۴)
- ۱۹۳۹ - ولادیمیر شوخوف (ت. ۱۸۵۳)
- ۱۹۴۰ - وسولد مایرهولد (ت. ۱۸۷۴)
- ۱۹۴۲ - دانیل خارمس (ت. ۱۹۰۵)
- ۱۹۴۳ - گونتر آنگرن (ت. ۱۸۹۳)
- ۱۹۴۸ - تام ویلسون (ت. ۱۸۹۶)
- ۱۹۵۷ - جولیا مورگان (ت. ۱۸۷۲)
- ۱۹۵۷ - والری لاربو (ت. ۱۸۸۱)
- ۱۹۶۳ - هربرت ساموئل (ت. ۱۸۷۰)
- ۱۹۷۰ - برتراند راسل (ت. ۱۸۷۲)
- ۱۹۷۴ - ایمره لاکاتوش (ت. ۱۹۲۲)
- ۱۹۷۹ - سید ویشس (ت. ۱۹۵۷)
- ۱۹۸۰ - ویلیام اشتین (ت. ۱۹۱۱)
- ۱۹۸۵ - هرمان پریس (ت. ۱۹۰۱)
- ۱۹۹۰ - دان ولش (ت. ۱۹۱۱)
- ۱۹۹۶ - جین کلی (ت. ۱۹۱۲)
- ۱۹۹۸ - ریموند کاتل (ت. ۱۹۰۵)
- ۲۰۰۰ - تروکی مییاموتو (ت. ۱۹۴۰)
- ۲۰۰۳ - ایزو یوگوچی (ت. ۱۹۴۵)
- ۲۰۰۴ - هنری کوکبرن (ت. ۱۹۲۱)
- ۲۰۰۸ - احمد بورقانی (ت. ۱۹۵۹)
- ۲۰۰۸ - کاتوشا نیان (ت. ۱۹۶۰)
- ۲۰۱۳ - کریس کایل (ت. ۱۹۷۴)

## اعیاد و مراسم‌ها
- روز جهانی تالاب‌ها
- روز قانون‌اساسی (فیلیپین)
- روز جوانی (جمهوری آذربایجان)
- روز گراندهاگ (آمریکا و کانادا)
- روز مخترع (تایلند)